# Tom Nanne
Tom Nanne (Haarlem, 21 mei 1971) is een voormalig honkballer uit Nederland, die met de nationale ploeg als zesde eindigde bij de Olympische Spelen van Atlanta (1996). Zijn broer Paul speelde eveneens voor de nationale ploeg.

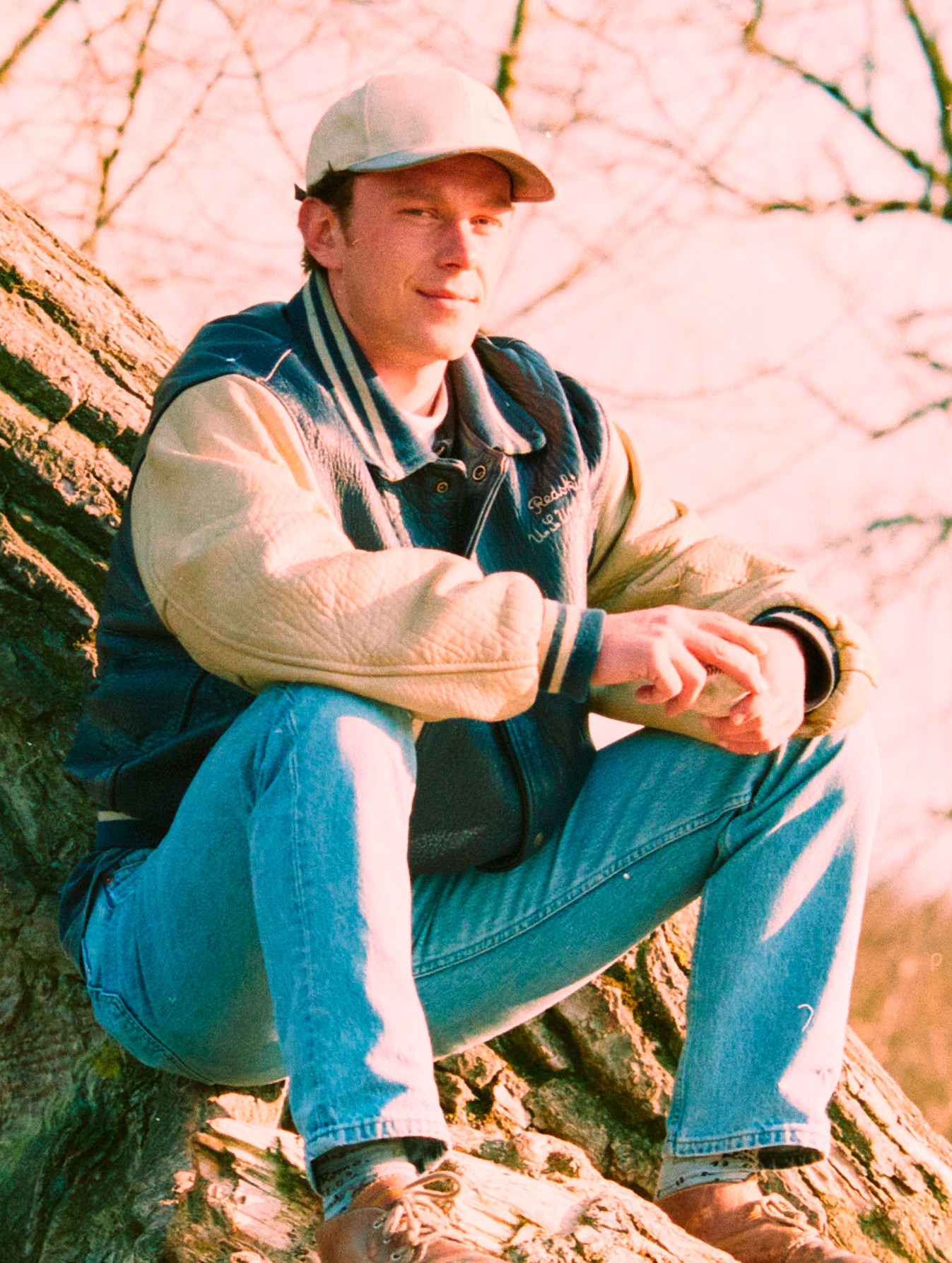
Tom Nanne, honkbalspeler, in 1996

Nanne maakte in mei 2000, na een afwezigheid van twee jaar, zijn rentree op de Nederlandse honkbalvelden. De werper deed dat destijds namens de Amsterdam Expos in een treffen met Neptunus. Bij de club uit Amsterdam werd Nanne herenigd met zijn broer Paul, die daar al eerder was aangesteld als onder meer pitching-coach. Nanne kwam daarvoor zijn gehele carrière uit voor honkbalvereniging Kinheim uit Haarlem.
Johnny Balentina · 
Giel ten Bosch · 
Eric de Bruin · 
Peter Callenbach · 
Rob Cordemans · 
Jeffrey Cranston · 
Eddie Dix · 
Marlon Fluonia · 
Evert-Jan 't Hoen · 
Eelco Jansen · 
Marcel Joost · 
Adonis Kemp · 
Geoffrey Kohl · 
Marcel Kruijt · 
André van Maris · 
Edsel Martis · 
Paul Nanne · 
Tom Nanne · 
Byron Ward · 
Danny Wout